# Terminalia mameluco
Terminalia mameluco är en tvåhjärtbladig växtart som beskrevs av Pickel. Terminalia mameluco ingår i släktet Terminalia och familjen Combretaceae. Inga underarter finns listade i Catalogue of Life.